# Çine Madranspor
Çine Madranspor ist ein türkischer Fußballverein aus der Stadt Çine, einer Stadt im Süden der Provinz Aydın.

## Geschichte
Çine Madranspor wurde 1926 gegründet und spielte die meiste Zeit seiner Vereinsgeschichte in Amateurligen. Von 1984 bis 1987 nahm man an der TFF 3. Lig teil, anschließend musste man absteigen und spielte wieder im Amateurbereich. Im Jahr 2014 gelang Çine Madranspor die Rückkehr in die 3. Lig und damit in den Profifußball. Nachdem man nach Saisonende den ersten Platz mit 62 Punkten und nur zwei Niederlagen in der Gruppe 7 erreichen konnte, qualifizierte man sich für die Endrunde der Play-off in die 3. Lig, wo man am 3. Mai 2014 auf Manisa BB traf. Nach einem hart umkämpften Spiel mit insgesamt zehn gelben Karten und einer gelb-roten Karte konnte Çine Madranspor das Spiel mit 3:2 gewinnen. Während man in der 21. Spielminute zunächst in Führung ging, konnte Manisa BB das Spiel in der 61. und 78. Minute drehen, bevor Çine Madranspor das Spiel durch zwei Tore von Kadir Söylemez in der 84. und 87. Minute noch sensationell kippen konnte und somit der Aufstieg in die 3. Lig perfekt gemacht wurde.
Im Sommer 2016 stieg der Verein wieder in die Amateurliga ab.

## Ligazugehörigkeit
- TFF 3. Lig: 1984–1987, 2014–2016
- Bölgesel Amatör Lig: 2010–2014, 2016–
- Amateurligen: 1926–1984, 1987–2010

## Trainer (Auswahl)
- Armağan Turhan
- Gürkan Ferhatoğlu

## Präsidenten (Auswahl)
- Ali Örter
- Mehmet Tuncer